# Козырев, Евгений Николаевич
Евге́ний Никола́евич Ко́зырев (род. 10 февраля 1936, Ростов-на-Дону) — советский и российский электроник, учёный и изобретатель, академик РАЕН. Заслуженный работник высшей школы России.
Заведующий кафедрой «Электронные приборы» СКГМИ. Эксперт ЮНЕСКО по высшему образованию, председатель республиканского координационного совета союза научных и инженерных организаций Северной Осетии—Алании; заслуженный деятель науки РСО—Алания; почётный работник электронной промышленности СССР.

## Биография
Родился 10 февраля 1936 года в Ростовской области. Окончив в 1958 году Таганрогский радиотехнический институт, работал в НИИ города Саратова. Затем был переведен в город Орджоникидзе СОАССР на должность главного инженера завода «Янтарь». Несколько лет как опытный специалист-электронщик работал в заграничной командировке в Тунисе на должности проректора по учебной работе Тунисского университета. С 1984 — заведующий кафедрой электронных приборов СКГМИ. С 1991 по 2003 год проректор СКГМИ по учебной и научной работе.

## Изобретения
Патент 2448202 RU

## Награды и звания
- медаль Михаила Ломоносова
- Медаль Петра I «За возрождение науки и экономики России»

звания:
- Почетный работник электронной промышленности СССР
- Заслуженный работник высшей школы Российской Федерации (2002)[1]
- Заслуженный деятель науки СОАССР

ученые степени:
- Академик РАЕН
- Академик Международной академии экологии и безопасности жизнедеятельности
- Профессор СКГМИ
- Доктор технических наук
- Доктор экономических наук